# Dasher River
Der Dasher River ist ein Fluss im Norden des australischen Bundesstaates Tasmanien.

## Geografie

### Flusslauf
Der rund 37 Kilometer lange Dasher River entspringt an den Nordhängen des Mount Claude, etwa 33 Kilometer südlich von Devonport. Von dort fließt er nach Ost-Nordosten und mündet ungefähr drei Kilometer westlich der Siedlung Kimberley in den Mersey River.

### Nebenflüsse mit Mündungshöhen
- Minnow River – 81 m[1]